# Saul Winstein
Saul Winstein (* 8. Oktober 1912 in Montreal; † 23. November 1969 in Los Angeles) war ein kanadisch-US-amerikanischer Chemiker, der sich mit Physikalischer Organischer Chemie befasste.
Winstein kam 1923 in die USA, ging auf die Jefferson High School in Los Angeles, studierte an der University of California, Los Angeles (UCLA) mit dem Bachelor-Abschluss 1934 und dem Master-Abschluss 1935 (noch als Student veröffentlichte er mit seinem Professor William Gould Young) und wurde 1938 am Caltech bei Howard Lucas promoviert (Silber und Quecksilber-Komplexe von Olefinen). Als Post-Doktorand war er bei Paul D. Bartlett an der Harvard University und danach Instructor am Illinois Institute of Technology und ab 1941 an der UCLA. 1947 erhielt er eine volle Professur an der UCLA, wo er bis zu seinem Tod blieb.
Er ging dem Einfluss von Nachbar-Gruppen auf Kationenbildung in der organischen Chemie nach und prägte Begriffe wie Homokonjugation, Homoaromatizität, nichtklassische Ionen und anchimere Unterstützung.

Nicht-Klassische (A) und Klassische (B) Sichtweise des 2-Norbornyl-Kations

1949 schlug er den nichtklassischen-Ionencharakter des 2-Norbornyl-Kations vor, was zu einem jahrzehntelangen Streit mit Herbert C. Brown führte. Winstein meinte, das Carbokation im Norbornyl (einem Norbornan-Derivat) wäre fünffach koordiniert und die positive Ladung insgesamt über drei C-Atome verteilt (Zweielektronen-Dreizentren-Bindung). Eine verwandte Betrachtungsweise sieht darin einen intramolekularen Alken-Carbenium-Komplex. Nach dem Vorschlag von Winstein gab es bald zahlreiche Strukturinterpretationen über nichtklassische Ionen in der Literatur. Brown dagegen kritisierte dies und interpretierte die Struktur klassisch als Carbenium-Kation (also dreifach koordiniertes C-Atom), das schnell zwischen zwei Enantiomer-Positionen wechselte. George A. Olah und Mitarbeiter überzeugten bis in die 1980er Jahre die meisten Chemiker vom nichtklassischen Konzept durch NMR-Studien. Die nichtklassische Interpretation in diesem jahrzehntelangen Streit wurde 2013 endgültig bewiesen (es gelang das Molekül röntgenkristallographisch zu untersuchen).
Er erhielt 1948 den Award in Pure Chemistry der ACS, 1967 den James Flack Norris Award und 1968 den Franklin Memorial Award in Chemie. 1970 erhielt er die National Medal of Science. Winstein war Mitglied der National Academy of Sciences (1955) und der American Academy of Arts and Sciences (1966). Seit 1964 war er korrespondierendes Mitglied der Bayerischen Akademie der Wissenschaften.
Eine Professur für Organische Chemie an der UCLA ist nach ihm benannt.
Er war seit 1937 verheiratet und hatte einen Sohn und eine Tochter. 1929 wurde er US-Staatsbürger.